# Aclytia maria
Aclytia maria là một loài bướm đêm thuộc phân họ Arctiinae, họ Erebidae.